# سیلویا فوسلی
سیلویا فوسلی (انگلیسی: Silvia Fuselli؛ زادهٔ ۱ ژوئیهٔ ۱۹۸۱) بازیکن فوتبال اهل ایتالیا است.
وی همچنین در تیم ملی فوتبال زنان ایتالیا بازی کرده‌است.